# القرن 13
| عقد 1190 | 1190 | 1191 | 1192 | 1193 | 1194 | 1195 | 1196 | 1197 | 1198 | 1199 |
| عقد 1200 | 1200 | 1201 | 1202 | 1203 | 1204 | 1205 | 1206 | 1207 | 1208 | 1209 |
| عقد 1210 | 1210 | 1211 | 1212 | 1213 | 1214 | 1215 | 1216 | 1217 | 1218 | 1219 |
| عقد 1220 | 1220 | 1221 | 1222 | 1223 | 1224 | 1225 | 1226 | 1227 | 1228 | 1229 |
| عقد 1230 | 1230 | 1231 | 1232 | 1233 | 1234 | 1235 | 1236 | 1237 | 1238 | 1239 |
| عقد 1240 | 1240 | 1241 | 1242 | 1243 | 1244 | 1245 | 1246 | 1247 | 1248 | 1249 |
| عقد 1250 | 1250 | 1251 | 1252 | 1253 | 1254 | 1255 | 1256 | 1257 | 1258 | 1259 |
| عقد 1260 | 1260 | 1261 | 1262 | 1263 | 1264 | 1265 | 1266 | 1267 | 1268 | 1269 |
| عقد 1270 | 1270 | 1271 | 1272 | 1273 | 1274 | 1275 | 1276 | 1277 | 1278 | 1279 |
| عقد 1280 | 1280 | 1281 | 1282 | 1283 | 1284 | 1285 | 1286 | 1287 | 1288 | 1289 |
| عقد 1290 | 1290 | 1291 | 1292 | 1293 | 1294 | 1295 | 1296 | 1297 | 1298 | 1299 |
| عقد 1300 | 1300 | 1301 | 1302 | 1303 | 1304 | 1305 | 1306 | 1307 | 1308 | 1309 |

القرن الثالث عشر هو الفترة الزمنية الممتدة من اليوم الأول لعام 1201 إلى اليوم الأخير من عام 1300 حسب التقويم الميلادي وكانت هذه الفترة جزء من العصور الوسطى.
شهد هذا القرن استمرار الحملات الصليبية ولكن الحملة الصليبية الرابعة بدلا من أن تتجه إلى مصر اتجهت لشواطئ القسطنطينية واحتلها اللاتين الذين أسسوا الإمبراطورية اللاتينية التي استمرت 60 عاما قبل أن يستردها البيزنطيون مرة أخرى. شهد أيضا ظهور جنكيز خان الذي وحّد تحت إمرته قبائل المغول والتتار وبدأ فتوحاته في شمال الصين ثم اتجه غرباً فدمر الدولة الخوارزمية واحتل ممالكها تباعا في بلاد ما وراء النهر  بعد وفاة جنكيز خان قسمت إمبراطوريته بين أولاده الذين استمرت فتوحاتهم فتمكن باتو خان من احتلال الروس والبلغار وأقاليم أوروبا الشرقية. وفي الشرق استكمل أوقطاي خان احتلال كامل أراضي الصين وكوريا أما هولاكو خان فاجتاح خرسان وفارس ودخل بغداد وأسقط الخلافة العباسية ثم اجتاح بلاد الشام ولكن توقفت فتوحاته بعد الهزيمة في معركة عين جالوت أمام السلطان المملوكي قطز. أما في الأندلس بعد هزيمة الدولة الموحدية في معركة العقاب خسرت ممتلكاتها في الأندلس وتمكن فرناندو الثالث ملك قشتالة من احتلال كل الإمارات الأندلسية ولم يتبق للمسلمين في الأندلس سوى غرناطة التي صمدت تحت حكم بنو الأحمر بعد اعترافهم ضمنيا بسيادة مملكة قشتالة.

## أحداث

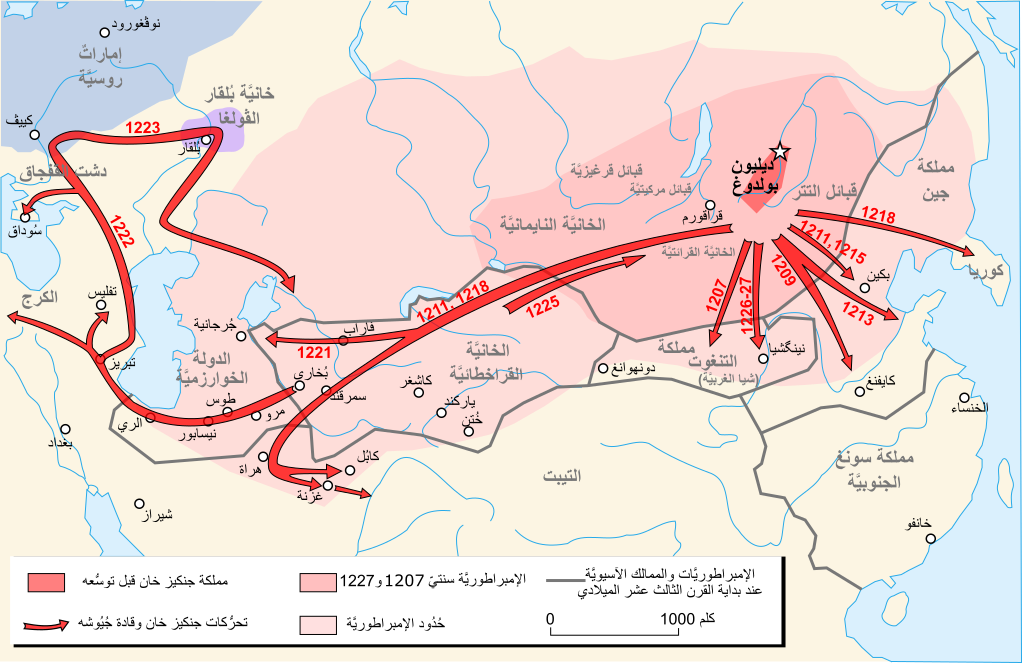
الإمبراطورية المغولية في عام 1227 عند وفاة جنكيز خان

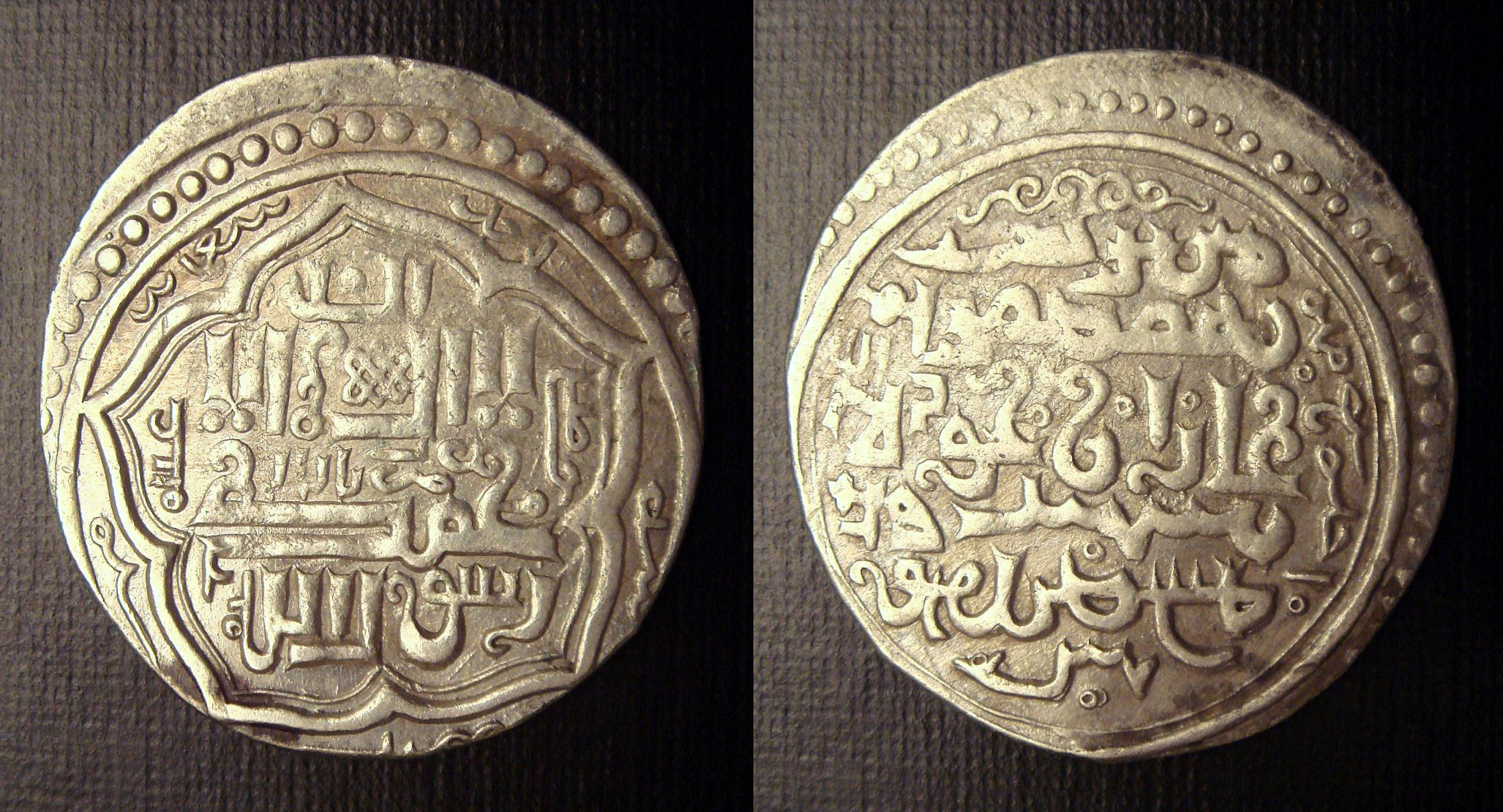
عملات اسلامية من القرن 13

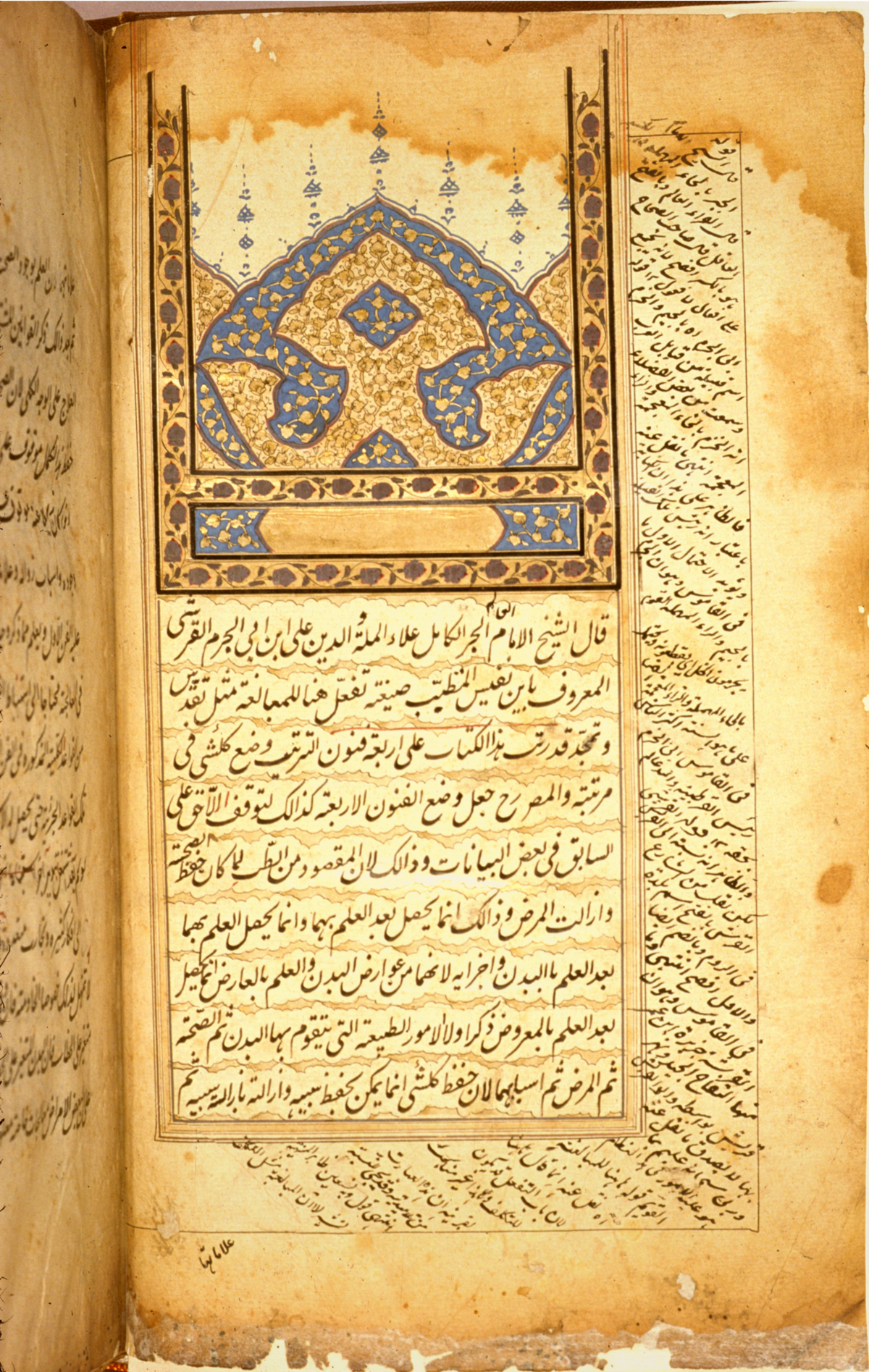
الصفحة الافتتاحية لأحد أعمال ابن النفيس الطبية. هذه على الأرجح نسخة صنعت في الهند خلال القرن السابع عشر أو الثامن عشر.

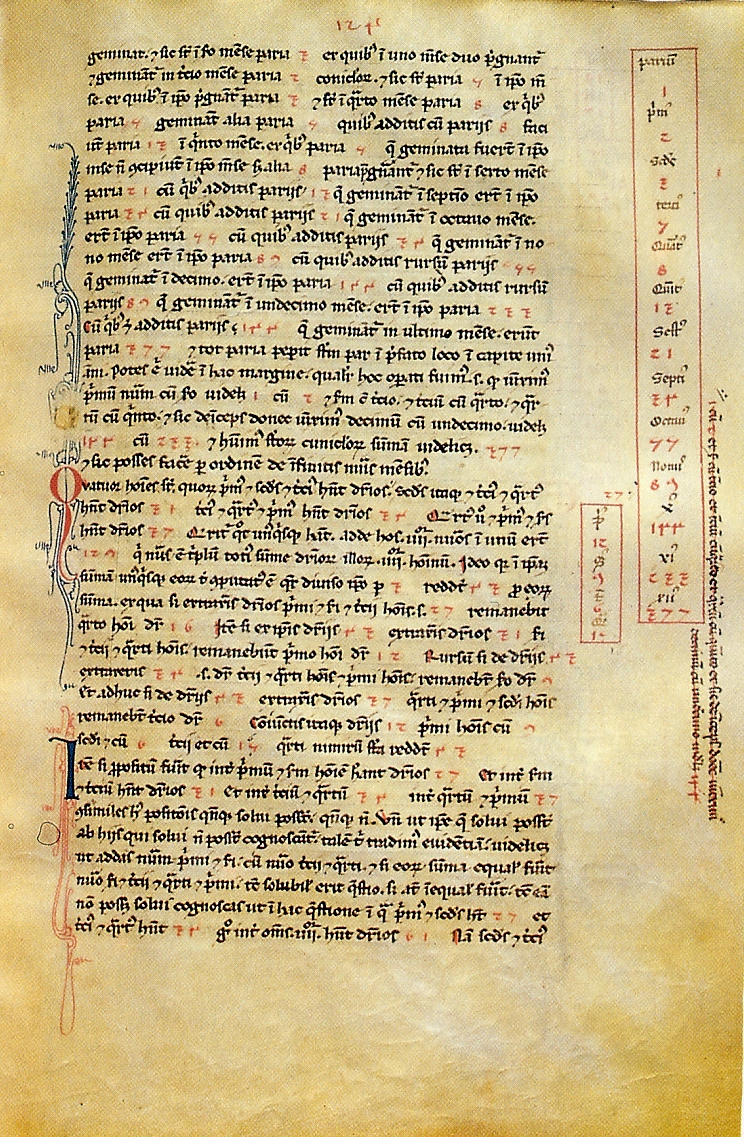

### 1200
- 1200 بدأ البناء في قرية ناتشيز الكبرى بالقرب من ناتشيز بولاية ميسيسيبي. ويعتبر المركز الاحتفالي لشعب ناتشيز وظلت القرية محتلة حتى أوائل القرن السابع عشر.[4]

- 1202 بدأت الحملة الصليبية الرابعة بقيادة الكونت الإيطالي بونيفيس في أغسطس وكانت خطة الصليبيين الهجوم على مصر ثم التحرك منها للسيطرة على القدس.
- 1202 وقعت معركة باسيان في 27 يوليو بين مملكة جورجيا والسلاجقة.
- 1202 وقعت معركة ميريبو في الأول من أغسطس بين آرثر الأول ملك دوقية بريتاني وجون ملك إنجلترا.[5]
- 1203 بدلا من الهجوم على مصر اتجهت الحملة الصليبية الرابعة لشواطئ القسطنطينية واحتلتها في يونيو.[6]
- 1204 اعتراف ملك الرومان أوتو الرابع والبابا إنوسنت الثالث باوتوكار الأول أول ملوك مملكة بوهيميا (التشيك).
- 1204 بعد سقوط القسطنطينية في أيدي اللاتين أثناء الحملة الصليبية الرابعة تأسست الإمبراطورية اللاتينية وتوج بلدوين التاسع كونت فلاندرز كأول إمبراطور لاتيني كاثوليكي باسم الإمبراطور بالدوين الأول في مايو.
- 1204 فر الإمبراطور البيزنطي ألكسيوس الخامس دوكاس إلى نيقية مؤسسا إمبراطورية نيقية.
- 1204 سقوط نورماندي من يد أسرة بلانتاجينت إلى الملك الفرنسي فيليب الثاني أغسطس، ونهاية الهيمنة النورماندية على فرنسا.
- 1204 توقيع معاهدة تقسيم الدولة البيزنطية في أكتوبر وبمقتضاها حصلت جمهورية البندقية على ما يوازي 37% من أراضي الدولة البيزنطية فيما سيطرت الإمبراطورية اللاتينية على الباقي ومع ذلك فإن قسما كبير من ممتلكات الدولة البيزنطية السابقة ظل بعيدة عن سيطرة الإمبراطورية اللاتينية وخاضت الحروب لاسترداد القسطنطينية مثل إيبيروس ونيقية.
- 1205 وفاة إمبراطور نيقية ألكسيوس الخامس دوكاس وخلفه الإمبراطور  ثيودور الأول لاسكاريس
- 1205 زحف الإمبراطور اللاتيني بلدوين الأول في حملة عسكرية لإخضاع بقايا البيزنطيين في تراقيا الذين استنجدوا بالقيصر البلغاري كالويان الذي سحق الجيش اللاتيني في معركة أدرنة.[7]
- 1205 أسر الأمبراطور اللاتيني بلدوين في معركة أدرنة وسجن في تارنوفو عاصمة بلغاريا حتى وفاته في نهاية العام. وخلفه أخوه هنري دي فلاندرز.
- 1206 بعد مقتل السلطان محمد الغوري أعلن قائد جيوش الدولة الغورية قطب الدين ايبك تأسيس دولة مماليك الهند وعاصمتها لاهور.
- 1206 سيطر تيموجين على منغوليا ووحد قبائل المغول وسمّى نفسه الخاقان الأعظم للمغول جنكيز خان.[8]
- 1207 غزا جنكيز خان مملكة شيا الغربية في الشمال الغربي للصين.
- 1207 قُتل قيصر البلغار كالويان أثناء حصاره لسالونيك وخلفه ابنه بوريل على العرش بدلا من ابن عمه ايفان اسين الأحق بالعرش.
- 1208 اغتيال ملك الرومان فيليب السوابي أحد الملكين المتنافسين على عرش الامبراطورية الرومانية المقدسة في يونيو وأصبح أوتو الرابع ملك الرومان الوحيد.
- 1208 انتصرت الإمبراطورية اللاتينية على بلغاريا واستردت معظم المقاطعات اللاتينية في تراقيا التي كان البلغار استولوا عليها في معركة ادرنة.
- 1209 نقض ألفونسو الثامن ملك قشتالة الهدنة مع الموحدين وقام بأقتحام حصن رباح في وسط الأندلس وأغار على جيان وبياسة. فعبر السلطان الموحدي محمد الناصر بجيشه لالأندلس.
- البابا إينوسنت الثالث يطلق الحملة الصليبية على الكثار في جنوب فرنسا والتي أدت بالنهاية بالقضاء على الطائفة في سنة 1229.

### 1210
- 1210 دعا ألفونسو الثامن ملك قشتالة البابا إنوسنت الثالث لإعلان حرب صليبية في أوروبا فاستجاب له البابا  وأعلنها حربا صليبية وأرسلت الدويلات الإيطالية.  وفرنسا الجنود والمؤن لدعم التحالف المسيحي.[9]
- 1211 بعد أن أخضع جنكيز خان مملكة شيا الغربية عبر صحراء جوبي وأخضع مملكة جين في شمال الصين وضم أراضيها.
- 1212 قام السلطان علاء الدين محمد الخوارزمي بضم أفغانستان وتوسع في بلاد ما وراء النهر حتى وصل إلى أطراف منغوليا ثم ضم سمرقند إلى ملكه.
- 1212 اندلعت معركة العقاب في يونيو بين قوات التحالف والموحدين وانتهت بهزيمة جيش الموحدين وفرار السلطان الموحدي محمد الناصر إلى مراكش.
- 1213 وفاة السلطان الموحدي محمد الناصر في ديسمبر وخلفه ابنه يوسف المستنصر.
- 1213 مملكة فرنسا تهزم مملكة تاج أراغون في معركة موريه.
- 1214 اندلعت معركة بوفين في يوليو وانتهت على إثرها الحروب الإنجليزية الفرنسية التي استمرت إثنا عشر عاماً بتأكيد السيادة الفرنسية على بريتاني ونورماندي وهي المناطق التي كانت تحت سيادة الإمبراطورية الأنجوية. حيث تمكن فيليب الثاني ملك فرنسا من هزيمة تحالف من جنود إنجليز وألمان تحت قيادة أوتو الرابع الإمبراطور الروماني المقدس.
- 1214 أُجبر الإمبراطور الروماني أوتو الرابع على التنازل عن عرش الإمبراطورية بعد هزيمته في معركة بوفين وانتخب خلفه فريدرش الثاني من آل هوهنشتاوفن.[10]
- 1215 أجبر النبلاء جون ملك إنجلترا على التوقيع على ماجنا كارتا وهي وثيقة للحد من صلاحيات الملك في يونيو.
- 1216 أطاح إيفان أسين بابن عمه قيصر البلغار بوريل واستعاد عرشه باسم إيفان آسين الثاني.
- 1216 وفاة الإمبراطور اللاتيني هنري دي فلاندرز في يونيو وخلفه زوج اخته بيتر الكورتيني.
- 1216 وفاة جون ملك إنجلترا في أكتوبر وخلفه ابنه هنري الثالث ملك إنجلترا.
- 1216 معركة ليبيتسا بين الإمارات الروسية المتفرقة.
- 1217 أُسر الإمبراطور اللاتيني بيتر الكورتيني وأُعدم من قبل تيودور أمير إيبيروس وخلفه ابنه روبرت الكورتيني تحت وصاية مجلس وصاية برئاسة أمه يولاندا.
- 1218 قتل السلطان علاء الدين محمد الخوارزمي رُسل جنكيز خان مما دفع المغول للتحرك غربا لغزو الدولة الخوارزمية وتدميرها. قتل السلطان الخوارزمي علاء الدين وخلفه ابنه جلال الدين منكبرتي.
- 1218 وفاة السلطان الأيوبي العادل سيف الدين أحمد في أغسطس وخلفه ابنه الكامل ناصر الدين محمد.
- 1218 بدأت الحملة الصليبية الخامسة في مايو بحصار مدينة دمياط بوابة مصر.[11]

### 1220
- 1220 بداية فترة حكم مملكة زيمبابوي.
- 1221 بعد حصار دام عام ونصف احتل الصليبيون دمياط وقرروا استكمال الهجوم على المنصورة وفي ذلك الوقت بدأ فيضان النيل ففتح المصريون السدود وأرسل السلطان الأيوبي الكامل ناصر الدين محمد جيش من دمشق قام بقطع طريق التراجع وحاصر الصليبيين الذين طلبوا الصلح والانسحاب.
- 1221 توقيع جمهورية البندقية لمعاهدة تجارية مع الإمبراطورية المغولية.
- 1222 وفاة إمبراطور نيقية ثيودور الأول لاسكاريس في أغسطس وخلفه الإمبراطور يوحنا الثالث دوكاس فاتاتزس.
- 1223 وفاة فيليب الثاني ملك فرنسا في يوليو وخلفه ابنه لويس الثامن ملك فرنسا.
- 1223 مملكة الصقالبة تهزم جيش الإمبراطورية المغولية في معركة سامارا بيند.
- 1223 الإمبراطورية المغولية تهزم العديد من الإمارات الروسية في معركة نهر كالكا.
- 1224 استولت إمارة إبيروس البيزنطية على سالونيك مهددة بذلك القسطنطينية ذاتها.
- 1226 وفاة لويس الثامن ملك فرنسا في نوفمبر وخلفه ابنه لويس التاسع ملكا لفرنسا.
- 1227 وفاة خاقان المغول جنكيز خان في أغسطس وخلفه ابنه أوقطاي خان خاقان للمغول وقسمت  الإمبراطورية إلى أربع خانات بين أبنائه جوجي خان وجغتاي خان وتولي خان وأوقطاي خان.
- 1227 إخضاع الإستونيين تحت الحكم الصليبي الألماني خلال الحملة الليفونية الصليبية وتأسيس ليفونيا القديمة.
- 1228 وفاة الإمبراطور اللاتيني روبرت الأول في يناير وخلفه أخوه بولدوين الثاني تحت وصاية يوحنا البريني.
- 1228 بدأت الحملة الصليبية السادسة  التي قام بها الإمبراطور الروماني فريدريش الثاني بدون مباركة بابا روما فاستولي على قبرص في طريقه إلى عكا.
- 1229 انتهت الحملة الصليبية السادسة بصلح لمدة عشر سنوات بين الإمبراطور الروماني فريدريش الثاني والسلطان الأيوبي الكامل ناصر الدين محمد تنازل بمقابله السلطان الكامل عن بيت المقدس باستثناء المسجد الأقصى وتوج الإمبراطور فريدرش الثاني ملكا للقدس.

### 1230

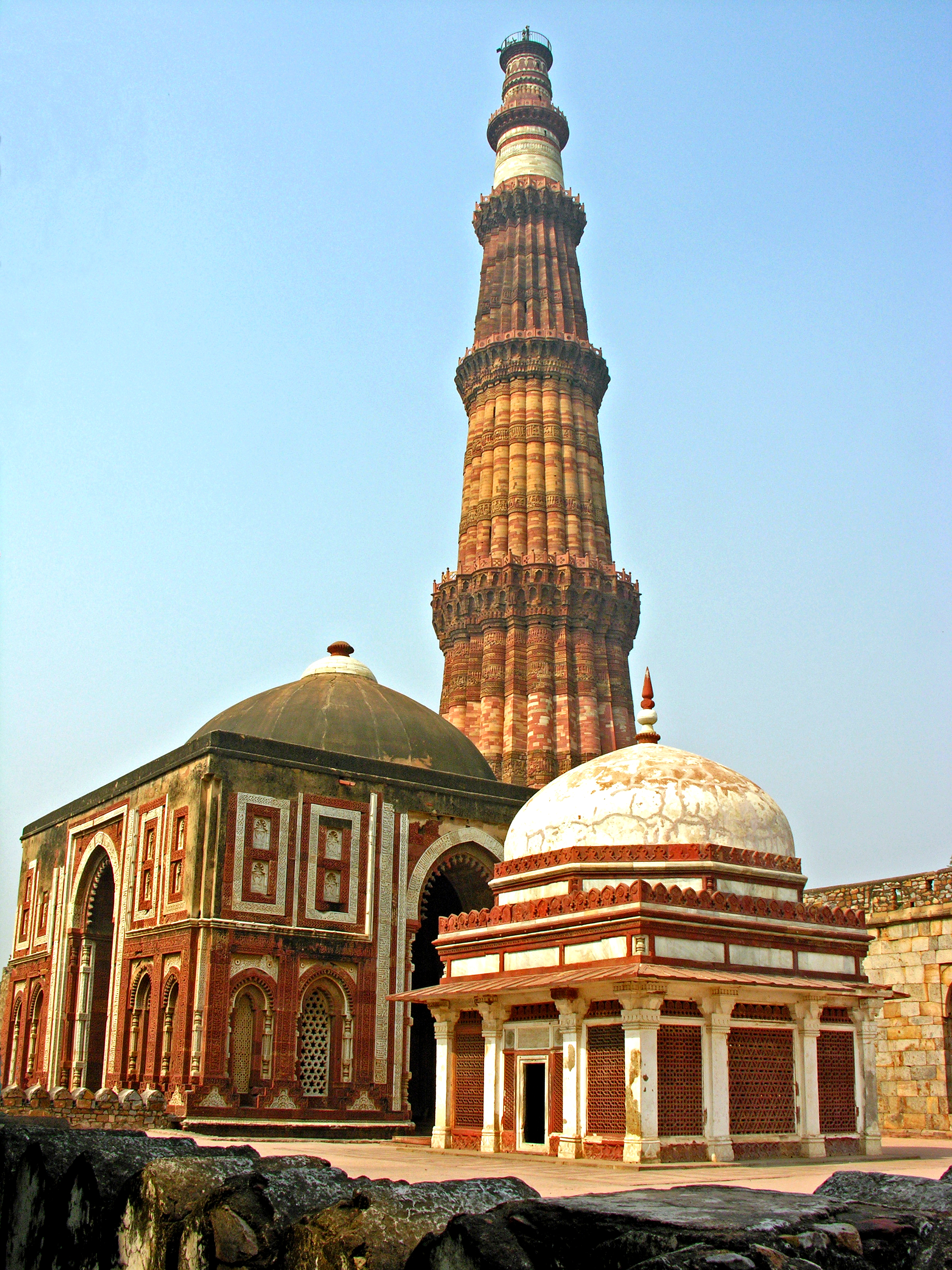

- 1230 انفصال مالي عن الكونغو حيث قام سوندياتا كيتا بتكوين اتحاد للقبائل مؤسسا إمبراطورية مالي.
- 1230 منيت إمارة ايببروس بهزيمة ساحقة واستولت عليها بلغاريا في معركة كلوكوتنيتسا وبذلك تخلص اللاتين من خطر إمارة إيبيروس البيزنطية ليحل محلها خطر إمبراطورية نيقية التي تحالفت مع بلغاريا وأسفر هذا التحالف عن حصار البلغار ونيقية للقسطنطينية في العام نفسه.
- 1230 استطاع قيصر البلغار إيفان آسين الثاني ضم تراقيا ومقدونيا وإبيروس وألبانيا وحكم هذه البلاد حكماً عادلا وكسب رضاء البابوات بإظهار الولاء لهم وبإغداق الأموال على الأديرة وشجع التجارة والآداب والفنون.
- 1230 وفاة أوتوكار الأول ملك بوهيميا وخلفه ابنه فاكلاف الأول.
- 1231 غزو المغول لمملكة غوريو الكورية.
- 1231 مقتل السلطان الخوارزمي جلال الدين منكبرتي في أكتوبر وبمقتله سقطت الدولة الخوارزمية أمام المغول الذين سيطروا على كامل أراضيها.
- 1232 حاصر المغول لمدينة كايفنغ، عاصمة سلالة جين، والٳستيلاء عليها في العام التالي.
- 1233 هزيمة كين أروك كيرتاجايا آخر ملوك مملكة كيديري، وهكذا أسست مملكة سينغاساري بحيث كين أروك عهد أسرة إيسيانا وبدأ سلالة راجاسا الخاصة به.
- 1235 وفاة ملك المجر وكرواتيا أندراس الثاني في سبتمبر وخلفه ابنه بيلا الرابع.
- 1235 توحدت قبائل الماندينكا لتشكيل إمبراطورية مالي.
- 1235 استقلال والي تلمسان يغمر بن زيان عن الدولة الموحدية وأسس الدولة الزيانية في المغرب الأوسط (الجزائر)
- 1236 استقلال أمير تونس أبو زكريا الحفصي عن الدولة الموحدية وأسس الدولة الحفصية.
- 1236 احتل فرناندو الثالث ملك قشتالة قرطبة.
- 1238 قام خايمي الأول ملك أراغون باحتلال جزر الباليار وبلنسية.
- 1236 أعد اوقطاي خاقان المغول جيشا بقيادة باتو خان لاحتلال الروس والبلغار وأقاليم أوروبا الشرقية فتمكن من احتلال ولغا بلغاريا (الصقالبة).
- 1289 تأسيس مملكة سوكوتاي في تايلاند.
- 1239 بداية الصراع الثالث بين الإمبراطورية الرومانية المقدسة والبابوية.

### 1240

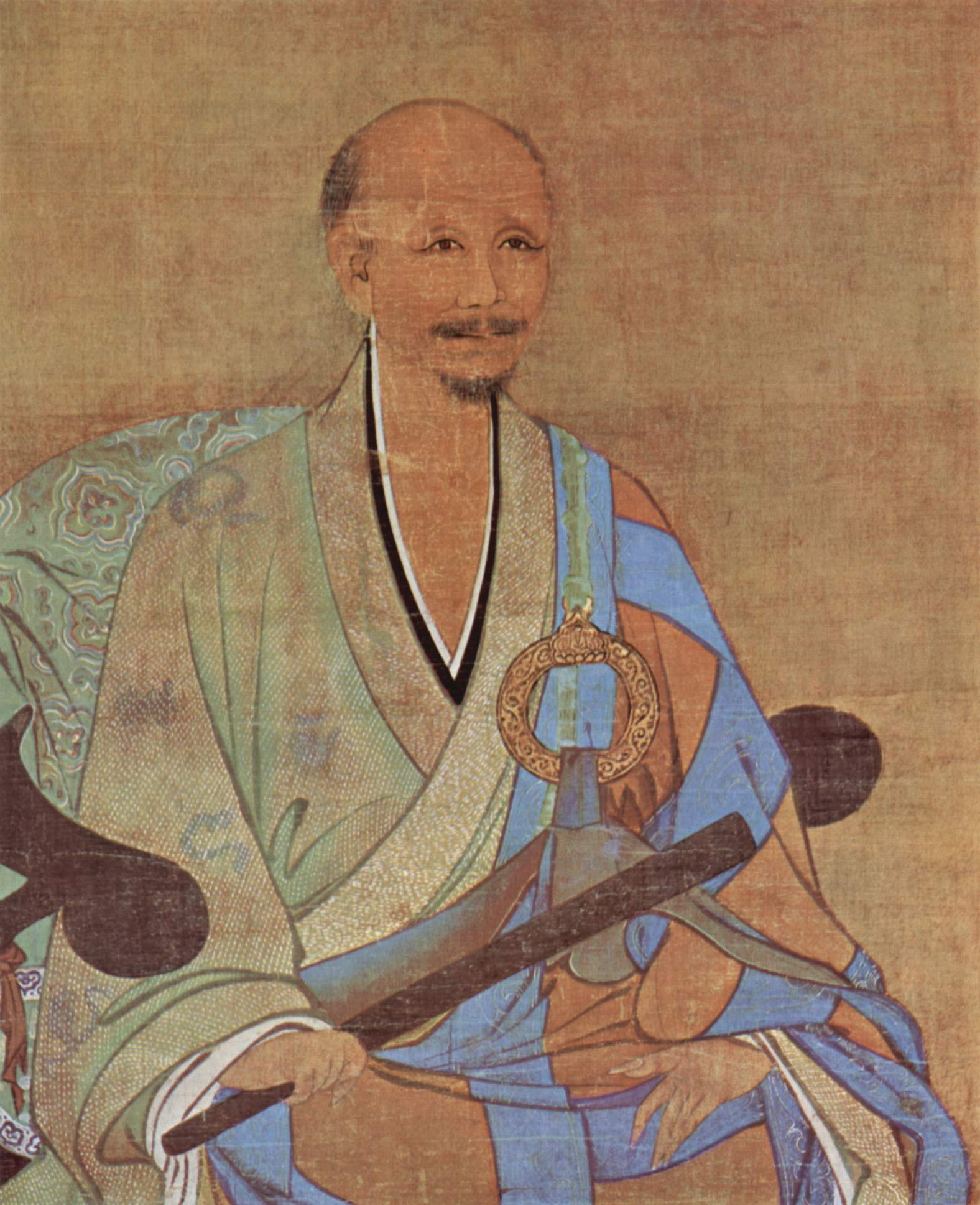

- 1240 استولى جيش المغول بقيادة باتو خان على روس كييف.
- 1240 خقانات الروس يهزمون الجيش السويدي في معركة نيفا.
- 1241 واصل المغول حملاتهم غربا بغزو بولندا بعد انتصارهم في معركة ليجينكا في مارس وغزو المجر بعد انتصارهم في معركة موهي في أبريل. وتوجهوا لغزو النمسا ولكن وفاة الخافان أجبرتهم على التراجع.
- 1241 وفاة أوقطاي خاقان المغول في ديسمبر فعاد باتو خان من حصاره لفيينا ليساهم في النزاع الدائر حول الخلافة حيث قامت أرملة اوقطاي توراكينا خاتون بتولي شؤون الإمبراطورية لخمس سنوات حتى إنعقاد القورولتاي مهدت خلالهما لإنتخاب إبنها جيوك لمنصب الخاقان.
- 1241 وفاة قيصر البلغار إيفان آسين الثاني.
- 1242 دمر المغول بست عاصمة المجر قبل انسحابهم غير المتوقع في مارس وفي طريق عودتهم أخضعوا الإمبراطورية البلغارية وأجبروها على دفع جزية سنوية.
- 1242 خقانات الروس يهزمون الفرسان التيوتونيين في معركة الثلج.
- 1243 سيطر المغول على الأناضول بعد انتصارهم على السلطان السلجوقي كيخسرو الثاني في معركة جبل كوسه في يونيو وبدأ تفكك دولة سلاجقة الروم.
- 1244 أسس أبو يحيى بن عبد الحق الدولة المرينية في المغرب الأقصى بعد استيلائه على مكناس ثم فاس من الدولة الموحدية.
- 1244 ٳنتصار الأيوبيين والخوارزميين على الصليبيين وحلفائهم من العرب في معركة غزة.
- 1246 تمكن فرناندو الثالث ملك قشتالة من احتلال جيان.
- 1248 تمكن فرناندو الثالث ملك قشتالة من احتلال إشبيلية ثم سقطت كل من اركوس وقادس  وصيدا الأندلسية ولم يتبق للمسلمين في الأندلس سوى غرناطة التي صمدت تحت حكم بنو الأحمر بعد اعترافهم ضمنيا بسيادة مملكة قشتالة.
- 1248 وفاة خاقان المغول جيوك خان وخلفه ابن عمه مونكو خان ابن تولوي.
- 1249 بدأت الحملة الصليبية السابعة  بقيادة لويس التاسع ملك فرنسا في عهد السلطان الأيوبي الصالح نجم الدين أيوب الذي توفي تزامنا مع بدء الحملة باستيلاء الصليبين على دمياط في شمال مصر.
- 1249 أعاد الملك ألفونسو الثالث ملك البرتغال استعادة الغارف ونهاية حملات الاسترداد البرتغالية ضد المور.

### 1250

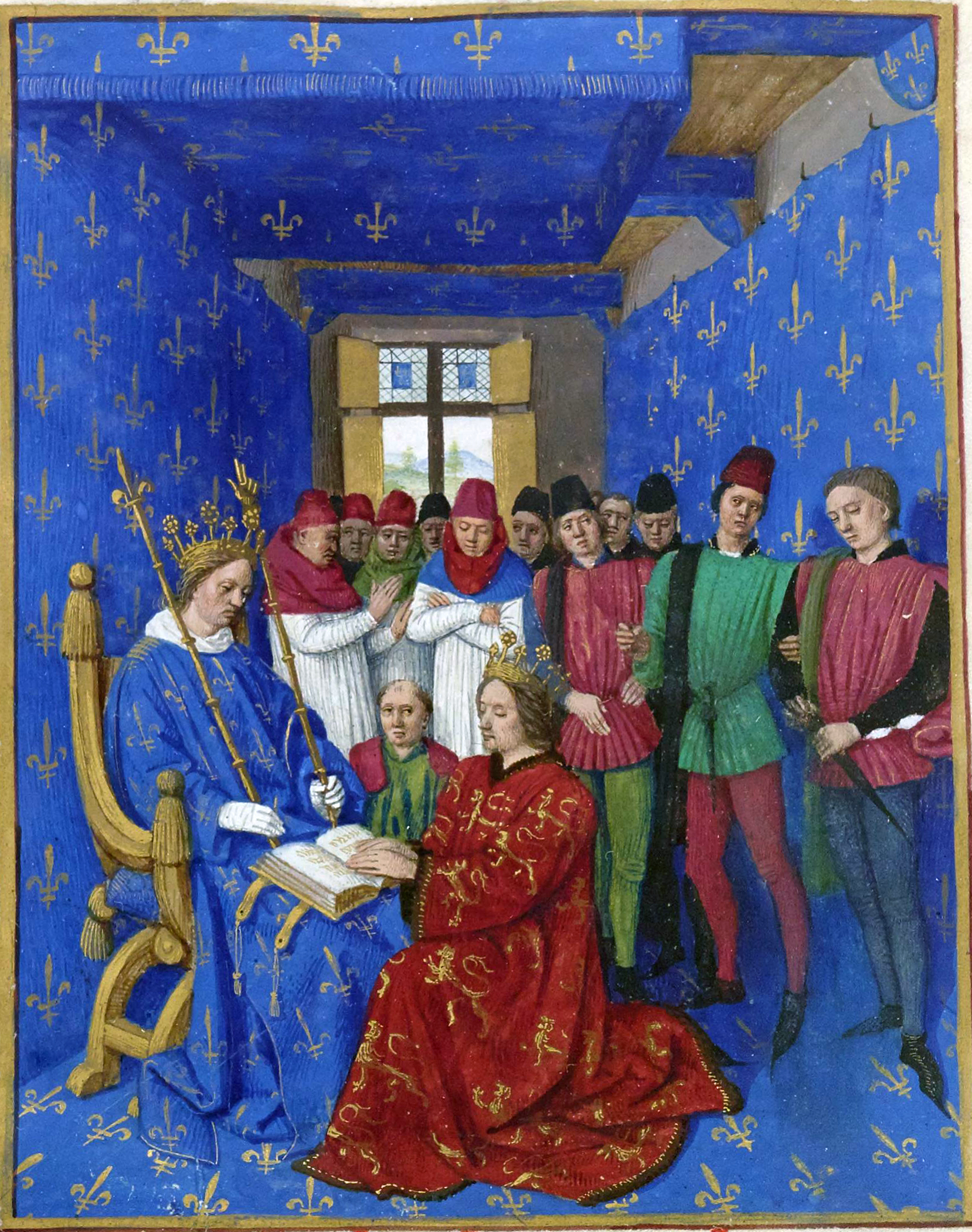
اتباع الملك الفرنسي عام 1234

- 1250 حاول الصليبيون الزحف نحو القاهرة إلا أن قوات المماليك استطاعت إلحاق الهزيمة بهم عند مدينة  المنصورة وأسر الملك لويس التاسع وانتهت الحملة برحيل الصليبيين عن مصر.
- 1250 تأسيس الدولة المملوكية في مصر.
- 1250 وفاة الإمبراطور فريدريش الثاني في ديسمبر وانتخب خلفه ابنه كونراد الرابع.
- 1253 وفاة ملك بوهيميا فاكلاف الأول في سبتمبر وخلفه ابنه أوتوكار الثاني.
- 1254 أعاد بيلا الرابع ملك المجر بناء المجر كما أعد جيش قوي تمكن من احتلال دوقية ستيريا.
- 1254 وفاة ملك الرومان كونراد الرابع في مايو وانتخب خلفه ابنه كونراد الخامس وعمره عامان تحت وصاية عمه مانفريد.
- 1254 وفاة إمبراطور نيقية يوحنا الثالث دوكاس في نوفمبر وخلفه ابنه ثيودور الثاني لاسكاريس.
- 1255 أخضع المغول بقيادة هولاكو خان إيران وفتح قلعة الموت وقضى على الدولة الإسماعيلية الباطنية (الحشاشون)
- 1256 أسس هولاكو خان الدولة الإلخانية في بلاد فارس.
- 1256 وفاة باتو خان القبيلة الذهبية وخلفه ابنه سرتق الذي مات قبل أن يجلس على العرش فخلفه عمه بركة خان الذي اعتنق الديانة الإسلامية وكان على خلاف دائم مع ابن عمه هولاكو خان بسبب مجازر هولاكو ضد المسلمين خلال غزواته لفارس.
- 1257 أنشأ بابا مشور مالامو سلطنة تيرنات في جزر الملوك.
- 1258 غزو وتدمير بغداد على يد المغول بقيادة  هولاكو خان في فبراير وسقوط الخلافة العباسية.
- 1258 استولى مانفريد الوصي على ملك الرومان وملك صقلية كونراد الخامس على عرش صقلية وتوج ملكا لصقلية.
- 1258 وفاة إمبراطور نيقية ثيودور الثاني لاسكاريس في أغسطس وخلفه ابنه يوحنا الرابع لاسكاريس
- 1259 وفاة خاقان المغول منكو خان في أغسطس وخلفه أخوه قوبلاي خان بعد صراع مع أخيه أرتق بوكا أشعل الحرب الأهلية التولية.

### 1260
- 1260 أخضع المغول بقيادة هولاكو خان بلاد الشام بعد استسلام دمشق في مارس.
- 1260 تمكن أوتوكار الثاني ملك بوهيميا من ضم دوقية استريا لمملكته من المجر في يوليو.
- 1260 هزيمة مغول فارس الدولة الإلخانية أمام المماليك بقيادة السلطان سيف الدين قطز في معركة عين جالوت في سبتمبر أوقفت تلك المعركة تمدد المغول بالشرق الأوسط بعد تدمير بغداد واستسلام دمشق فلم يتمكنوا من الوصول إلى مصر.
- 1260 بعد انتصار السلطان سيف الدين قطز على المغول في معركة عين جالوت تقدم لفتح دمشق وتحرير مدن الشام حلب وحمص من المغول.
- 1260 بداية الحرب الأهلية في تولويد بين قوبلاي خان وأريك بوك للحصول على لقب الخان العظيم.
- 1260 اغتيال سلطان المماليك سيف الدين قطز في أكتوبر وخلفه الظاهر بيبرس سلطان الماليك في مصر والشام.
- 1261 استولى جيش ميخائيل الثامن باليولوج على القسطنطينية بعد انتصاره على بالدوين الثاني، إمبراطور اللاتينية في يوليو ودخل ميخائيل القسطنطينية حيث توج إمبراطورا لبيزنطة.
- 1261 اندلاع الحرب بين بركة خان القبيلة الذهبية وهولاكو خان الدولة الإلخانية وانتهت بانتصار بركة على هولاكو في مارس.
- 1262 خضوع أيسلندا للحكم النرويجي بموجب العهد القديم.
- 1265 وفاة هولاكو خان الدولة الإلخانية في فبراير وخلفه ابنه أباقا خان.
- 1266 منح البابا مملكة صقلية  لأخ ملك فرنسا شارل انجو الذي تمكن من الانتصار في معركة بينيفنتو علىمانفريد ملك صقلية الذي قتل فيها وتوج شارل ملكا لصقلية باسم كارلو الأول.
- 1267 وفاة بركة خان  القبيلة الذهبية وخلفه مانكوتيمر بن طغان بن باتو خان.
- 1267 طالب ملك الرومان كونراد الخامس بعرش صقلية بعد وفاة عمه مانفريد وتوجه إلى روما وتمكن من هزيمة أسطول كارلو الأول ملك صقلية في نوفمبر.
- 1268 وقع ملك الرومان كونراد الخامس في أيدي جنود كارلو الأول ملك صقلية وحوكم في نابولي كخائن وقطع رأسه في أكتوبر وانتخب خلفه رودولف الأول من آل هابسبورغ.
- 1268 وفاة بيلا الرابع ملك المجر وكرواتيا في مايو وخلفه ابنه ستيفن الخامس ملك المجر وكرواتيا.
- 1268 سقوط إمارة أنطاكية في يد دولة المماليك.

### 1270
- 1270 بدأت الحملة الصليبية الثامنة بقيادة لويس التاسع ملك فرنسا الذي قرر أن يستولي على تونس أولا لاستخدامها قاعدة قوية للهجوم على مصر ولكن بعد حصار تونس تفشت الأمراض ومات لويس بالطاعون فتم التراجع عن الحصار والعودة.
- 1270 بعد وفاة لويس التاسع ملك فرنسا في أغسطس وخلفه ابنه فيليب الثالث ملك فرنسا.
- 1270 السلالة السليمانية تزيح سلالة زاغو من عرش الٳمبراطورية الٳثيوبية.
- 1271 بدأت الحملة الصليبية التاسعة بقيادة الأمير إدوارد ولي عهد إنجلترا الذي هُزم على يد الظاهر بيبرس وانتهت الحملة بعقد هدنة لمدة عشر سنوات.
- 1272 وفاة ستيفن الخامس ملك المجر وكرواتيا في أغسطس وخلفه ابنه لاديسلاوس الرابع ملك المجر وكرواتيا.
- 1272 وفاة هنري الثالث ملك إنجلترا في نوفمبر وخلفه ابنه إإدوارد الأول ملك إنجلترا.
- 1277 انتصر سلطان المماليك الظاهر بيبرس على المغول والصليبيين في معركة البستان ودخل قيصرية عاصمة سلاجقة الروم ولكنه اضطر للانسحاب والعودة لمصر لتعود سيادة المغول على الأناضول. وانحسرت سلطة سلطان سلاجقة الروم كيخسرو الثالث في أراضي حول قونية.
- 1277 وفاة سلطان المماليك في مصر والشام الظاهر بيبرس في يوليو وخلفه ابنه السعيد ناصر الدين محمد.
- 1279 غزا المغول بقيادة الخاقان قوبلاي خان سلالة سونغ الحاكمة في جنوب الصين وبانتصاره في معركة يامن البحرية فرض المغول سيطرته على الصين كاملة مؤسسا مملكة يوان.
- 1279 اندلاع حرب صلاة الغروب الصقلية حيث لجأ الثائرين الصقليون لبيتر الثالث ملك أراغون (صهر مانفريد) الذي غزا جزيرة صقلية وأعلن نفسه ملكاً على صقلية واقتصرت مملكة شارل انجو على البر الرئيسي في جنوب إيطاليا وعاصمتها نابولي وسميت مملكة نابولي لاحقا.

### 1280
- 1281 بعد نجاح المغول في احتلال كامل أراضي الصين واحتلال كوريا قرر المغول غزو اليابان لكن نجح اليابانيون في صد الهجوم بسبب فقد المغول لمعظم جيشه بفعل أعصار المحيط.
- 1281 أرطغرل قائد قبيلة تركية خدمت سلطان قونية وبعد وفاته عُين عثمان بن أرطغرل خلفا لوالده عاملا على إحدى الإمارات علي الحدود مع الدولة البيزنطية.
- 1282 وفاة الإمبراطور البيزنطي ميخائيل الثامن باليولوج في ديسمبر وخلفه ابنه أندرونيكوس الثاني باليولوج.
- 1282 استحواذ مملكة أراغون على صقلية بعد معركة صلاة الغروب.
- 1283 أعدم المغول السلطان السلجوقي كيخسرو الثالث ونصب بدلا منه غياث الدين مسعود.
- 1285 وفاة فيليب الثالث ملك فرنسا في أكتوبر وخلفه ابنه فيليب الرابع ملك فرنسا وملك قرين لمملكة نافارا.
- 1285 بداية الغارة المغولية الثانية على المجر بقيادة نوجاي خان.
- 1287 تمكن ملك الرومان رودولف الأول من هزيمة ملك بوهيميا أوتوكار الثاني واستولى على النمسا في أغسطس واعطى دوقيات النمسا وستيريا إلى أبنائه وبذلك تامينها لآل هابسبورغ لعدة قرون.
- 1289 سقوط كونتية طرابلس بيد الممالك البحرية بقيادة المنصور سيف الدين قلاوون.

### 1290
- 1290 أسقط جلال الدين فيروز شاه حكم مماليك الهند مؤسسا الدولة الخلجية في الهند وعاصمتها دلهي.
- 1290 وفاة لادسلاوس الرابع ملك المجر وكرواتيا في يوليو وخلفه ابنه أندراس الثالث ملك المجر وكرواتيا.
- 1290 إدوارد الأول ملك إنجلترا يأمر بطرد اليهود من إنجلترا.
- 1291 وفاة ملك ألمانيا رودولف الأول في يوليو وانتخب خلفه ابنه ألبرت الأول ملك ألمانيا.
- 1291 استيلاء الأشرف صلاح الدين خليل سلطان مصر المملوكي على عكا، وبذلك ينهي مملكة بيت المقدس (آخر دولة مسيحية متبقية من الدول الصليبية).
- 1292 جاياكاتوانج دوق كيديري يتمرد ويقتل كيرتانيجارا، منهيا مملكة سينغاساري.
- 1295 شرع عثمان بن أرطغرل بمُهاجمة الثغور البيزنطية باسم السلطان السلجوقي ففتح عدة حصون وقاد عشيرته إلى سواحل بحر مرمرة  والبحر الأسود.
- 1296 اندلاع حرب الاستقلال الاسكتلندية الأولى بعد قيام إدوارد الأول ملك إنجلترا بغزو أسكتلندا.
- 1299 بعد سيطرة المغول على دولة قونية السلجوقية سارع عثمان بن أرطغرل إلى إعلان استقلاله عن السلاجقة ولقّب نفسه عاهل آل عثمان في يوليو فكان بذلك المؤسس الحقيقي للدولة العثمانية.
- 1300 أجي باتارا أغونغ ديوا ساكتي أسس مملكة كوتاي كارتانغارا/سلطنة كوتاي في باتو تيبيان أو كوتاي لاما.
- 1300 الإسلام ترسخ في منطقة آتشيه.[12]

مكرر__________________
- بدأت الحملة الصليبية الرابعة بقيادة الكونت الإيطالي بونيفيس في أغسطس 1202م. وكانت خطة الصليبيين الهجوم على مصر ثم التحرك منها للسيطرة على القدس ولكن اتجهت الحملة لشواطئ القسطنطينية واحتلتها في يونيو 1203م.
- اعتراف ملك الرومان أوتو الرابع والبابا إنوسنت الثالث باوتوكار الأول أول ملوك مملكة بوهيميا (التشيك) سنة 1204م.
- بعد سقوط القسطنطينية في أيدي اللاتين أثناء الحملة الصليبية الرابعة تأسست الإمبراطورية اللاتينية وتوج بلدوين التاسع كونت فلاندرز كأول إمبراطورا لاتيني كاثوليكي باسم الإمبراطور بالدوين الأول في مايو 1204م.
- توقيع معاهدة تقسيم الدولة البيزنطية في أكتوبر 1204م، وبمقتضاها حصلت جمهورية البندقية على ما يوازي 37% من أراضي الدولة البيزنطية بما في ذلك جزيرة كريت وجزر بحر إيجة. فيما سيطرت الإمبراطورية اللاتينية على الباقي بما في ذلك أجزاء كبيرة من اليونان. ومع ذلك فإن قسما كبير من ممتلكات الدولة البيزنطية السابقة ظل بعيدة عن سيطرة الامبراطورية اللاتينية ورفضت الاحتلال اللاتيني للقسطنطينية ومن ثم خاضت الحروب لاسترداد القسطنطينية مثل إبيروس ونيقية التي فر إليها الإمبراطور البزنطي ألكسيوس الرابع أنجيلوس بعد استيلاء اللاتين على القسطنطنية وبعد وفاته في ديسمبر 1205م. خلفه الإمبراطور تيودور الأول لاسكيراس.[13]
- زحف الإمبراطور اللاتيني بلدوين الأول في حملة عسكرية لإخضاع بقايا البيزنطيين في تراقيا الذين استنجدوا بالقيصر البلغاري كالويان الذي سحق الجيش اللاتيني في معركة أدرنة سنة 1205م. وأسر الأمبراطور بلدوين وسجن في تارنوفو عاصمة بلغاريا حتى وفاته في نهاية العام. وخلفه أخوه هنري دي فلاندرز إمبراطورا لللاتين.
- بعد مقتل سلطان الدولة الغورية في الهند محمد غوري أعلن قائد جيوش الدولة الغورية قطب الدين أيبك تأسيس دولة مماليك الهند وعاصمتها لاهور سنة 1206م.
- سيطر تيموجين على منغوليا ووحد قبائل المغول وسمي نفسه الخاقان الأعظم للمغول جنكيز خان سنة 1206م.
- بدأ جنكيز خان بغزو الصين بدء بمملكة شيا الغربية في الشمال الغربي للصين سنة 1207م.
- قُتل قيصر البلغار كالويان سنة 1207م. أثناء حصاره لسالونيك وخلفه ابنه بوريل على العرش بدلا من ابن عمه ايفان اسين الأحق بالعرش.
- اغتيال ملك الرومان فيليب السوابي أحد الملكين المتنافسين على عرش الامبراطورية الرومانية المقدسة في يونيو 1208م. وأصبح أوتو الرابع ملك الرومان الوحيد وتوج امبراطورا في 1209م.
- انتصر اللاتين على بلغاريا سنة 1208م. واستردوا معظم المقاطعات اللاتينية في تراقيا التي كان البلغار استولوا عليها بعد معركة ادرنة.
- نقض ألفونسو الثامن ملك قشتالة الهدنة مع الموحدين عام 1209م. بقيامه باقتحام حصن رباح في وسط الأندلس وأغار على جيان وبياسة. فعبر السلطان الموحدي محمد الناصر بقواته إلى الأندلس واستقر في إشبيلية وأرسل جزءا من جيشه لتحرير قلعة رباح طالب ألفونسو الثامن البابا إنوسنت الثالث يدعوه لإعلان حرب صليبية في أوروبا فاستجاب له البابا  وأعلنها حربا صليبية وأرسلت الدويلات الإيطالية  وفرنسا الجنود والمؤن لدعم التحالف المسيحي.
- بعد ان أخضع جنكيز خان مملكة شيا الغربية لحكمه عبر صحراء جوبي واخضع مملكة جين في شمال الصين وضم اراضيها سنة 1211م.
- اتسعت الدولة الخوارزمية في عهد السلطان علاء الدين محمد فضم أفغانستان وتوسع في بلاد ما وراء النهر حتى وصل إلى اطراف منغوليا ثم ضم سمرقند إلى ملكة عام 1212م.
- اندلعت معركة العقاب في يوليو 1212م. بين قوات التحالف والموحدين وانتهت بهزيمة جيش الموحدين وفرار السلطان الموحدي محمد الناصر الي الرباط حيث توفي في ديسمبر 1213م. وخلفه ابنه يوسف المستنصر.
- اندلعت معركة بوفين في يوليو 1214م. وانتهت على إثرها الحروب الإنجليزية الفرنسية التي استمرت اثنا عشر عاماً بتأكيد السيادة الفرنسية على بريتاني ونورماندي وهي المناطق التي كانت تحت سيادة الإمبراطورية الأنجوية. حيث تمكن ملك فرنسا فيليب من هزيمة تحالف من جنود إنجليز وألمان وفلمنكيين تحت قيادة  أوتو الرابع الإمبراطور الروماني المقدس الذي اجبر علي التنازل عن عرش الامبراطورية بعد هزيمته وانتخب خلفه فريدرش الثاني من آل هوهنشتاوفن ملكا للرومان وتوج امبراطورا في 1220م.
- اجبر النبلاء جون ملك إنجلترا علي التوقيع علي ماجنا كارتا وهي وثيقة للحد من صلاحيات الملك في يونيو 1215م.
- اطاح إيفان أسين بابن عمه قيصر البلغار بوريل واستعاد عرشه سنة 1216م. كقيصر للبلغار باسم إيفان آسين الثاني.
- وفاة الإمبراطور اللاتيني هنري دي فلاندرز في يونيو 1216م. وخلفه زوج اخته بيتر الكورتيني.
- وفاة ملك إنجلترا جون في أكتوبر 2016م. وخلفه ابنه هنري الثالث ملك إنجلترا.
- أُسر الإمبراطور اللاتيني بيتر الكورتيني وإعدم من قبل تيودور أمير إيبيروس سنة 1217م. وخلفه ابنه روبرت الكورتيني تحت وصاية مجلس وصاية برئاسة امه يولاندا ارملة الإمبراطور.
- وفاة السلطان الأيوبي العادل سيف الدين أحمدفي أغسطس 1218م. وخلفه ابنه الكامل ناصر الدين محمد
- قتل سلطان الدولة الخوارزمية علاء الدين محمد الخوارزمي رُسل جنكيز خان مما دفع المغول للتحرك غربا لغزو الدولة الخوارزمية وتدميرها سنة 1218م. قتل السلطان علاء الدين وخلفه ابنه جلال الدين منكبرتي.
- بدأت الحملة الصليبية الخامسة باحتلال دمياط سنة 1219م. وقرر الصليبيون استكمال الهجوم على  المنصورة سنة 1221م. وفي ذلك الوقت بدأ فيضان النيل ففتح المصريون السدود وارسل السلطان الأيوبي الكامل ناصر الدين محمد جيش من دمشق قام بقطع طريق التراجع على الصليبيين وحاصر الجيش الايوبي الصليبيين بأعداد كبيرة فطلب الصليبيون الصلح وقبل السلطان الكامل الصلح سنة 1221م.
- وفاة امبراطور نيقية ثيودور الأول لاسكاريس في أغسطس 1222م. وخلفه الإمبراطور يوحنا الثالث دوكاس فاتاتزس.
- وفاة ملك فرنسا فيليب الثاني في يوليو 1223م. وخلفه ابنه لويس الثامن ملك فرنسا.
- استولت إمارة إبيروس البيزنطية علي سالونيك سنة 1224م. مهددة بذلك القسطنطينية ذاتها.
- وفاة ملك فرنسا لويس الثامن في نوفمبر 1226م. وخلفه ابنه لويس التاسع ملكا لفرنسا.
- وفاة خاقان المغول جنكيز خان في أغسطس 1227م. وخلفه ابنه أوقطاي خان خاقان للمغول وقسمت الإمبراطورية إلى أربع خانات بين أبنائه جوجي خان وجغتاي خان وتولي خان واوقطاي خان. وإن استمرت تلك الخانات متحدة وتخضع لحكم الخاقان.
- وفاة الإمبراطور اللاتيني روبرت الكورتيني في يناير 1228م. وخلفه اخيه بولدوين الثاني تحت وصاية يوحنا البريني.
- بدأت الحملة الصليبية السادسة عام 1228م. كمحاولة لإعادة السيطرة على القدس بعد سبع سنوات من فشل الحملة الصليبية الخامسة.قام بها الإمبراطور الروماني فريدرش الثاني بدون مباركة بابا روما فاستولى على قبرص ومنها إلى  عكا حيث بدء المفاوضات مع السلطان الكامل سنة 1229م. واسفرت عن صلح لمدة عشر سنوات تنازل بمقابله السلطان الكامل عن بيت المقدس باستثناء المسجد الاقصي وتوج الإمبراطور فريدرش الثاني ملكا للقدس.
- انفصال ماليعن الكونغو عام  1230م.حيث قام سوندياتا كيتا بتكوين اتحاد للقبائل مؤسسا إمبراطورية مالي.
- منيت إمارة ايببروس بهزيمة ساحقة واستولت عليها بلغاريا في معركة كلوكوتنيتسا سنة 1230م. وبذلك تخلص اللاتين من خطر إمارة إيبيروس البيزنطية ليحل محلها خطر إمبراطورية نيقية التي تحالفت مع بلغاريا وأسفر هذا التحالف عن حصار البلغار ونيقية للقسطنطينية في العام نفسه.
- استطاع قيصر البلغار إيفان أسين الثاني ضم تراقيا ومقدونيا وإبيروس وألبانيا وحكم هذه البلاد حكماً عادلا وكسب رضاء البابوات بإظهار الولاء لهم وبإغداق الأموال على الأديرة وشجع التجارة والآداب والفنون.
- وفاة ملك بوهيميا اوتوكار الأول في 1230م. وخلفه ابنه فاكلاف الأول ملكا لبوهيميا.
- غزا المغول مملكة غوريو (كوريا) سنة 1231م.
- مقتل السلطان الخوارزمي جلال الدين منكبرتي في أكتوبر 1231م. وبمقتله سقطت الدولة الخوارزمية أمام المغول الذين سيطروا على كامل أراضيها.
- وفاة ملك المجر وكرواتيا اندراس الثاني في سبتمبر 1235م. وخلفه ابنه بيلا الرابع ملكا للمجر وكرواتيا.[14]
- استقلال والي تلمسان يغمر بن زيان عن دولة الموحدين واسس الدولة الزيانية في المغرب الأوسط (الجزائر) سنة 1235م.
- استقلال امير تونس أبو زكريا الحفصي عن دولة الموحدين وأسس الدولة الحفصية سنة 1236م.
- انطلق فرناندو الثالث ملك قشتالة باتجاه قرطبة واحتلها عام  1236م. وعلى جبهة أخرى قام ملك أراغون جيمس الأول بالتوسع في مملكته باحتلال جزر الباليار وبلنسية عام  1238م.
- وفاة السلطان الأيوبي الكامل ناصر الدين محمد في مارس 1238م. وخلفه الصالح نجم الدين أيوب
- اعد اوقطاي خاقان المغول جيشا بقيادة باتو خان لاحتلال الروس والبلغار واقاليم أوروبا الشرقية فتمكن من احتلال ولغا بلغاريا (الصقالبة) واستولي علي روس كييف سنة 1240م. واصل المغول حملاتهم غربا بغزو بولندا بعد انتصارهم في معركة ليجينكا في مارس 1241م. وغزو المجر بعد انتصارهم في معركة موهي في أبريل 1241م. وتوجهوا لغزو النمسا ولكن توفي أوقطاي خاقان المغول في ديسمبر 1241م. فعاد باتو خان من حصاره لفيينا ليساهم في النزاع الدائر حول الخلافة حيث قامت أرملة اوقطاي توراكينا خاتون بتولي شؤون الإمبراطورية لخمس سنوات حتى إنعقاد القورولتاي مهدت خلالهما لإنتخاب إبنها جيوك خان لمنصب الخاقان.
- وفاة قيصر البلغار يوحنا آسن الثاني سنة 1241م.
- دمر المغول بست عاصمة المجر قبل انسحابهم غير المتوقع في مارس 1242م. وفي طريق عودتهم أخضعوا بلغاريا واجبارهم علي دفع جزية سنوية.
- توجه المغول نحو الأناضول واستولوا على مدينة أرضروم فأعلن السلطان السلجوقي كيخسرو الثاني الحرب علي المغول لكنه لم يستطع الصمود امام المغول الذين انتصروا عليه في معركة جبل كوسه في يونيو 1243م. وخضع للمغول الذين سيطروا علي الأناضول وبدأ تفكك دولة سلاجقة الروم.
- ازدياد قوة الدولة المرينية في المغرب الاقصي بعد استيلائها على مكناس ثم فاس من ايدي الموحدين على يد أبو يحيى بن عبد الحق سنة 1244م.
- تمكن ملك قشتالة فرديناند الثالث من احتلال جيان عام  1246م. وإشبيلية عام 1248م. ثم سقطت كل من اركوس وقادس وصيدا الأندلسية ولم يتبق للمسلمين في الأندلس سوى غرناطة التي صمدت خلف حصونها المنيعة تحت حكم بنو الأحمر بعد اعترافهم ضمنيا بسيادة مملكة قشتالة عليهم.
- وفاة خاقان المغول جيوك خان في 1248م. وخلفه ابن عمه مونكو خان ابن تولوي خاقان للمغول.
- بدأت الحملة الصليبية السابعة سنة 1249م. بقيادة  لويس التاسع ملك فرنسا في عهد السلطان الأيوبي  الصالح نجم الدين أيوب الذي توفي تزامنا مع بدء الحملة. أستولي الصليبين علي دمياط في شمال مصر ثم حاولوا الزحف نحو القاهرة إلا أن قوات المماليك استطاعت إلحاق الهزيمة بهم عند مدينة المنصورة وأسر الملك لويس التاسع وانتهت الحملة برحيل الصليبيين عن مصر .
- وفاة الإمبراطور فريدريش الثاني في ديسمبر 1250م.وانتخب خلفه ابنه كونراد الرابع ملكا للرومان وملكا لصقلية وملكا للقدس.
- وفاة ملك بوهيميا فاكلاف الأول في سبتمبر 1253م. وخلفه ابنه أوتوكار الثاني ملكا لبوهيميا.
- أعاد الملك المجري بيلا الرابع بناء المجر كما اعد جيش قوي تمكن من احتلال دوقية ستيريا سنة 1254م.
- وفاة ملك الرومان كونراد الرابع في مايو 1254م. وانتخب خلفه ابنه كونراد الخامس ملكا للرومان وعمره عامان تحت وصاية عمه مانفريد.
- وفاة امبراطور نيقية يوحنا الثالث دوكاس في نوفمبر 1254م. وخلفه ابنه ثيودور الثاني لاسكاريس.
- اخضع المغول بقيادة هولاكو إيران سنة 1255م. وفتح قلعة الموت وقضي علي دولة الاسماعيلية الباطنية (الحشاشين). وأسس هولاكو الدولة الإلخانية (دولة مغول فارس) سنة 1256م.
- وفاة باتو خان القبيلة الذهبية سنة 1256م. وخلفه ابنه سرتق الذي مات قبل ان يجلس علي العرش فخلفه عمه بركة خان للقبيلة الذهبية الذي كان اعتنق الديانة الإسلامية وكان علي خلاف دائم مع ابن عمه هولاكو بسبب مجازر هولاكو ضد المسلمين خلال غزواته لفارس  وغرب آسيا بالإضافة لاستعداده لغزو الدولة العباسية.
- تدمير بغداد على يد المغول بقيادة هولاكو في فبراير 1258م. وسقوط الخلافة العباسية
- استولي مانفريد الوصي علي ملك الرومان وملك صقلية كونراد الخامس علي عرش صقلية وتوج ملكا لصقلية سنة 1258م.[15]
- وفاة امبراطور نيقية تيودور الثاني لاسكاريس في أغسطس 1258م. وخلفه ابنه يوحنا الرابع لاسكاريس
- وفاة خاقان المغول منكو خان في أغسطس 1259م. وخلفه اخيه قوبلاي خان بعد صراع مع اخيه أرتق بوكا أشعل الحرب الأهلية التولية بالإضافة لحرب بركه-هولاكو مما اضعف سلطة الخاقان. انقسمت الامبراطورية إلى أربع خانات القبيلة الذهبية في الشمال الغربي (روسيا وبلغاريا والقوقاز) وخانية جغتاي في الوسط (منغوليا وتركستان الشرقية) الدولة الإلخانية في الجنوب الغربي (إيران العراق وأذربيجان وأرمينيا وتركيا إضافةً إلى أفغانستان وپاكستان) وأسرة يوان في الشرق حيث كان مقرها بكين على الرغم من ذلك فقد كان أباطرة يوان يحملون اسمياً لقب خاقان.
- اخضع المغول بقيادة هولاكو الشام بعد استسلام دمشق في مارس 1260م.
- تمكن ملك بوهيميا اوتوكار الثاني من ضم دوقية استريا لمملكته من المجر في يوليو 1260م. وامتدت حدود المملكة من النمسا الي البحر الادرياتيكي.
- هزيمة المغول أمام المماليك بقيادة السلطان سيف الدين قطز في معركة عين جالوت في سبتمبر 1260م. اوقفت تلك المعركة تمدد المغول بالشرق الأوسط بعد تدمير بغداد واستسلام دمشق فلم يتمكنوا من الوصول إلى مصر. بعد انتصار السلطان سيف الدين قطز علي المغول في معركة عين جالوت تقدم لفتح دمشق وتحرير مدن الشام حلب وحمص من المغول.
- أغتيال سلطان المماليك سيف الدين قطز في أكتوبر 1260م. وخلفه الظاهر بيبرس سلطانا للماليك في مصر والشام.
- أستولي جيش ميخائيل الثامن باليولوج علي  القسطنطينية بعد انتصاره علي آخر آباطرة اللاتين  بلدوين الثاني في يوليو 1261م. ودخل ميخائيل القسطنطينية حيث توج إمبراطورا لبيزنطة.
- اندلاع الحرب بين بركة خان القبيلة الذهبية وهولاكو خان الدولة الإليخانية حيث انتصر بركة علي هولاكو في مارس 1264م.
- وفاة هولاكو خان الدولة الإليخانية في فبراير وخلفه أبنه أباقا خان.
- وفاة بركة خان  القبيلة الذهبية في 1267م. وخلفه مانكوتيمر بن طغان بن باتو خان للقبيلة الذهبية.
- منح البابا مملكة صقلية الي أخو ملك فرنسا شارل انجو الذي تمكن من الانتصار علي ملك صقلية مانفريد الذي قتل في معركة بينيفنتو في فبراير 1266م. واستولي شارل علي عرش صقلية وتوج ملكا لصقلية باسم الملك كارلو الاول أنجو طالب ملك الرومان كونراد الخامس بعرش صقلية بعد وفاة عمه مانفريد وتوجه الي روما وتمكن من هزيمة اسطول ملك صقلية كارلو الأول في نوفمبر 1267م. الا انه وقع في ايدي جنود كارلو وحوكم في نابولي كخائن وقطع رأسه في أكتوبر 1268م. وانتخب خلفه رودولف الأول من آل هابسبورج ملكا للرومان.
- وفاة ملك المجر بيلا الرابع في مايو 1270م. وخلفه ابنه ستيفن الخامس ملك المجر وكرواتيا.
- بدأت الحملة الصليبية الثامنة سنة 1270م. بقيادة لويس التاسع ملك فرنسا الذي قرر ان يستولي علي تونس اولا لاستخدامها قاعدة قوية للهجوم على مصر ولكن بعد حصار تونس تفشت الامراض ومات لويس بالطاعون فتم التراجع عن الحصار والعودة.
- بعد وفاة الملك لويس التاسع في أغسطس 1270م. خلفه ابنه فيليب الثالث ملك فرنسا.
- بدأت الحملة الصليبية التاسعة سنة 1271م. بقيادة الأمير ادوارد ولي عهد إنجلترا الذي هُزم على يد الظاهر بيبرس وانتهت الحملة بعقد هدنة لمدة عشر سنوات.
- وفاة ملك المجر وكرواتيا ستيفان الخامس في أغسطس 1272م. وخلفه ابنه لاديسلاوس الرابع ملكا للمجر وكرواتيا.
- وفاة ملك إنجلترا هنري الثالث في نوفمبر 1272م. وخلفه ابنه إدوارد الأول ملك إنجلترا.
- غزا المغول بقيادة الخاقان قوبلاي مملكة سونج في جنوب الصين ليفرض المغول سيطرته علي الصين كاملة مؤسسا مملكة يوان سنة 1276م.
- داهمت جيوش السلطان المملوكي الظاهر بيبرس  الأناضول استجابة لنداء قبائل الأناضول ونجح في هزيمة المغول في معركة الأبلستين ليجبرهم على التخلي عن السيطرة على سلاطنة سلاجقة الروم سنة 1277م. لكن نظراً لضعف قبائل الأناضول وعدم قدرتهم على الدفاع عن أنفسهم انسحب راجعاً إلى مصر لتعود سيادة المغول على الأناضول. وانحسرت سلطة سلطان سلاجقة الروم كيخسرو الثالث في قونية
- وفاة سلطان المماليك في مصر والشام الظاهر بيبرس في يوليو 1277م. وخلفه ابنه السعيد ناصر الدين محمد سلطانا للماليك.
- بعد نجاح المغول في احتلال الصين كاملة ثم الاستيلاء على كوريا قرر المغول غزو اليابان عسكريًا نجح اليابانيون في صد الهجوم، بسبب فقد المغول لمعظم جيشه بفعل أعصار المحيط سنة 1281م.
- أرطغرل قائد قبيلة تركية خدمت سلطان قونية (إحدى الإمارات السلجوقية التي تأسست عقب انحلال دولة سلاجقة الروم) وبعد وفاة ارطغرل سنة 1281م. عين عثمان بن أرطغرل خلفا لوالده عاملا علي احدي الإمارات علي الحدود مع الدولة البزنطية.
- وفاة الإمبراطور البزنطي ميخائيل الثامن باليولوج في ديسمبر 1282م. وخلفه ابنه أندرونيكوس الثاني باليولوج.
- اندلاع حرب صلاة الغروب الصقلية حيث لجأ الثائرين الصقليون لبيتر الثالث ملك أراغون (صهر مانفريد) الذي غزا جزيرة صقلية سنة 1282م. وأعلن نفسه ملكاً على صقلية واقتصرت مملكة شارل انجو علي البر الرئيسي في جنوب إيطاليا وعاصمتها نابولي وسميت مملكة نابولي لاحقا.
- اعدم المغول السلطان السلجوقي كخيسرو الثالث سنة 1283م. ونصب بدلا منه مسعود بن كيكاوس.
- وفاة ملك فرنسا فيليب الثالث في أكتوبر 1285م. وخلفه ابنه فيليب الرابع ملك فرنسا وملك قرين لمملكة نافارا.[16]
- تمكن ملك الرومان رودولف الأول من هزيمة ملك بوهيميا أوتوكار الثاني واستولي على النمسا في أغسطس 1287م. واعطى دوقيات النمسا وستيريا إلى أبنائه وبذلك تامينها لآل هابسبورغ لعدة قرون.
- اسقط جلال الدين فيروز شاه الخلجي دولة مماليك الهند مؤسسا الدولة الخلجية في الهند وعاصمتها دلهي سنة 1290م.
- وفاة ملك المجر وكرواتيا لادسلاوس الرابع في يوليو 1290م. وخلفه ابنه أندراس الثالث ملك المجر وكرواتيا
- وفاة ملك الرومان رودولف الأول في يوليو 1291م. وانتخب خلفه ابنه البرشت الاول ملكا للرومان.
- شرع عثمان بن أرطغرل بمُهاجمة الثغور البيزنطية باسم السلطان السلجوقي ففتح عدة حصون وقاد عشيرته إلى سواحل بحر مرمرة  والبحر الأسود سنة 1295م.
- اندلاع حرب الاستقلال الاسكتلندية الأولى بعد قيام  إدوارد الأول ملك إنجلترا  بغزو أسكتلندا في 1296م.
- بعد سيطرة المغول على دولة قونية السلجوقية سارع عثمان إلى إعلان استقلاله عن السلاجقة ولقّب نفسه عاهل آل عثمان في يوليو 1299م. فكان بذلك المؤسس الحقيقي لالدولة العثمانية.[17]